# Acrocercops rhodospira
Acrocercops rhodospira là một loài bướm đêm thuộc họ Gracillariidae. Nó được tìm thấy ở Indonesia (Java).
Ấu trùng ăn các loài Schleicheria. Chúng có thể ăn lá nơi chúng làm tổ.